# Armand Putzeyse
Armand Putzeyse, né le 30 novembre 1916 à Engis et mort le 21 novembre 2003 à Molenbeek-Saint-Jean, est un coureur cycliste belge de course sur route.

## Carrière
Armand Putzeyse participe aux Jeux olympiques d'été de 1936 à Berlin et remporte la médaille de bronze dans l'épreuve de course en ligne par équipes avec Auguste Garrebeek et Jean-François Van Der Motte.
Nombre d'évènements pour Belgique: 6.

## Palmarès
- 1936
  -  Champion de Belgique sur route amateurs
  -  Médaillé de bronze de la course par équipes aux Jeux olympiques
  - 8e de la course en ligne aux Jeux olympiques